# توره اندرشون
توره اندرشون (سوئدی: Thure Andersson; ۲۷ آوریل ۱۹۰۷ – ۲۰ ژانویهٔ ۱۹۷۶) کشتی‌گیر اهل سوئد بود.